# Seminole-indianere
Seminole-indianere er oprindeligt fra Florida, men opholder sig nu primært i staten Oklahoma. Oprindeligt stammer Seminole-indianerne fra en Seminole-nation, der blev dannet i det 18. århundrede og som var sammensat af indfødte amerikanere fra Georgia, Mississippi og Alabama.
- Wikimedia Commons har flere filer relateret til Seminole

| Folkeslag | Spire Denne artikel om folkeslag eller etnografi er en spire som bør udbygges. Du er velkommen til at hjælpe Wikipedia ved at udvide den. |